# Wadowice (gemeente)
De gemeente Wadowice is een stad- en landgemeente in powiat Wadowicki.
De gemeente omvat 14 sołectwo:
Babica, Barwałd Dolny, Chocznia, Gorzeń Dolny, Gorzeń Górny, Jaroszowice, Kaczyna, Klecza Dolna, Klecza Górna, Ponikiew, Roków, Stanisław Górny, Wysoka, Zawadka.